# 瓦蒂赖鲁普
瓦蒂赖鲁普（Vathirairuppu），是印度泰米尔纳德邦Virudhunagar县的一个城镇。总人口15999（2001年）。

## 人口
该地2001年总人口15999人，其中男性8028人，女性7971人；0—6岁人口1691人，其中男870人，女821人；识字率64.44%，其中男性为71.34%，女性为57.48%。